# Gaydar
Gaydar o gayradar è una parola macedonia composta da "gay" e "radar" che indica la presunta abilità di capire l'orientamento sessuale di una persona attraverso l'intuito e il linguaggio non verbale. Questa capacità si basa principalmente sull'aderenza agli stereotipi legati ai comportamenti sociali e al modo di porsi, come il modo di parlare, di muoversi o di vestirsi o il tipo di professione. Infatti, sono molti i casi e le situazioni in cui persone omosessuali non si comportano o non si presentano secondo gli stereotipi comuni, mentre viceversa, come nel caso dei metrosessuali, anche persone eterosessuali possono mostrare uno stile di vita, un'attenzione al proprio corpo e alla moda e una cura dell'aspetto esteriore che normalmente vengono associate all'omosessualità.

## Ricerca scientifica
Sono stati condotti diversi studi per verificare l'effettiva esistenza di tale capacità o se questa non sia solo un mito comune. Nei primi studi condotti alla fine degli anni Ottanta si chiedeva alle persone di identificare l'orientamento sessuale sulla base di filmati video, giungendo alla conclusione che si trattava di un mito. Uno studio successivo, condotto su basi più rigorose da Nalini Ambady e pubblicato nel 1999 su una prestigiosa rivista di psicologia dimostrò invece che le persone sono in grado di identificare con una certa precisione l'orientamento sessuale. Le persone coinvolte nello studio vennero suddivise in due gruppi. A quelle del primo gruppo fu chiesto di indicare il proprio orientamento sessuale secondo la scala Kinsey mentre a quelle del secondo gruppo venne mostrato un brevissimo filmato, senza sonoro, delle persone del primo gruppo. Le persone del secondo gruppo dovevano quindi indicare come osservatori dove, secondo loro, si posizionassero sulla stessa scala Kinsey le persone del primo gruppo sulla sola base dell'impressione non verbale di pochi istanti. I ricercatori individuarono una correlazione significativa tra il posizionamento che si erano auto-attribuite le persone del primo gruppo e il posizionamento attribuito loro dal gruppo degli osservatori. Il risultato fu quindi che l'orientamento sessuale poteva essere individuato con precisione anche solo tramite la comunicazione non verbale. Studi successivi hanno confermato questi risultati e hanno inoltre mostrato come filmati casalinghi di bambini potevano essere usati per individuare con precisione il loro orientamento sessuale in età adulta.
Ulteriori studi hanno scoperto che la facoltà di riconoscere l'orientamento sessuale è precisa con percentuali superiori alla pura casualità quando la valutazione viene fatta sulla base dei tratti facciali. I partecipanti allo studio hanno usato tratti facciali di genere e stereotipi di persone gay per esprimere la loro valutazione e l'etnia e la nazionalità sia dei valutatori che delle persone da valutare si sono rivelati sostanzialmente ininfluenti sull'identificazione dell'orientamento sessuale. Anche singoli tratti facciali, come ad esempio gli occhi, sembrano essere talvolta sufficienti per valutare se un uomo o una donna è eterosessuale o omosessuale.
Un altro studio ha evidenziato come l'osservazione di un volto maschile e femminile per 1/25 di secondo fosse sufficiente per identificarne l'orientamento sessuale; con tempi di osservazione più prolungati la precisione della valutazione non si è dimostrata migliore rispetto alla prima impressione. I lavori di approfondimento di questo studio suggeriscono che l'identificazione abbia luogo automaticamente quando si osserva il volto di un'altra persona e che la visione del volto attivi automaticamente il riconoscimento degli stereotipi dell'eterosessuale o dell'omosessuale. Allo stesso tempo, sembra che le persone non si rendano conto a livello conscio di possedere il cosiddetto gayradar. Gli uomini omosessuali hanno un gayradar migliore rispetto agli uomini eterosessuali e le donne hanno un gayradar migliore durante l'ovulazione. A possibile spiegazione di queste osservazioni, uno studio ha ipotizzato che questo potrebbe essere legato al fatto che le persone omosessuali sono tendenzialmente più attente ai dettagli rispetto agli eterosessuali, forse come adattamento della percezione per riconoscere altri omosessuali.
Altri studi hanno analizzato un atteggiamento comune in base al quale uomini e donne con struttura corporea e modo di camminare simile a quelli del sesso opposto vengono percepiti frequentemente come omosessuali. Lo studio, condotto dall'assistente professore Kerri Johnson della UCLA, evidenziò invece che gli osservatori in questo modo erano in grado di intuire con precisione l'orientamento sessuale maschile solo nel 60% dei casi - percentuale vicina al testa o croce - mentre per l'orientamento sessuale femminile i risultati erano di fatto totalmente casuali. I risultati indicano quindi che la struttura corporea e il modo di camminare non veicolano informazioni sull'orientamento sessuale. Contrariamente all'enfasi giornalistica data allo studio, lo scopo dei ricercatori tuttavia era cercare di capire in quale modo un'osservazione istantanea può attivare una serie di stereotipi. Lo studio infatti era mirato ad analizzare le percezioni degli osservatori e non a stabilire un modo attendibile per determinare l'orientamento sessuale degli osservati. La conclusione è stata che i movimenti corporei specifici di un genere non si possono associare con sicurezza all'orientamento sessuale e questo sembra essere vero anche per quanto riguarda le caratteristiche di genere dei tratti facciali ma sorprendentemente non per la voce sebbene comunemente si pensi il contrario.
A questo proposito, diversi studi hanno approfondito la questione del gayradar tramite la voce: sembra che le persone riescano a distinguere gli eterosessuali dagli omosessuali dalla voce ma va detto che questi studi si sono focalizzati principalmente sugli uomini. Analisi acustiche più dettagliate hanno evidenziato una serie di fattori coinvolti in questo, uno di questi sembra essere il modo di pronunciare i suoni della "s".

## Critiche
Secondo alcuni, l'idea dell'esistenza del gaydar avrebbe un effetto negativo sulla percezione dell'orientamento sessuale in quanto categorizza e quindi restringe l'individualità di coloro che vengono determinati come omosessuali.